# Saint-Aignan-sur-Ry
Saint-Aignan-sur-Ry ist eine französische Gemeinde mit 341 Einwohnern (Stand: 1. Januar 2022) im Département Seine-Maritime in der Region Normandie (vor 2016: Haute-Normandie). Sie gehört zum Arrondissement Rouen und zum Kanton Le Mesnil-Esnard (bis 2015: Kanton Buchy). Die Einwohner werden Saint-Agnanais genannt.

## Geographie
Saint-Aignan-sur-Ry liegt etwa 20 Kilometer ostnordöstlich von Rouen. An der südwestlichen Gemeindegrenze verläuft das Flüsschen Crevon. Umgeben wird Saint-Aignan-sur-Ry von den Nachbargemeinden Catenay im Norden und Westen, Boissay im Norden und Nordosten, Morville-le-Héron im Osten, Elbeuf-sur-Andelle im Südosten, Saint-Denis-le-Thiboult und Ry im Süden sowie Blainville-Crevon im Westen.

## Einwohnerentwicklung
| 1962                      | 1968 | 1975 | 1982 | 1990 | 1999 | 2006 | 2013 |
| ------------------------- | ---- | ---- | ---- | ---- | ---- | ---- | ---- |
| 170                       | 162  | 178  | 200  | 265  | 281  | 292  | 324  |
| Quelle: Cassini und INSEE |      |      |      |      |      |      |      |

## Sehenswürdigkeiten
- Kirche Saint-Aignan